# Simão Faiguenboim
Simão Faiguenboim (Paissandú, 15 de novembro de 1916 - São Paulo, 4 de abril de 1991) foi um professor brasileiro que era formado em química pela USP em 1941 e um dos fundadores do Anglo Vestibulares, o mais antigo curso pré-vestibular do país.
Ficou conhecido por sua brilhante capacidade de ensinar. Seu lema era "Ensinar é um ato de amor".
Morreu de infecção generalizada, em São Paulo, aos 74 anos.

## O Sistema Anglo de Ensino
As sementes do Anglo foram lançadas ainda no século 19, quando, em 1894, o educador português Antônio Guerreiro chegou ao Brasil e fundou, na cidade de São Paulo, o Ginásio Professor Guerreiro - por ele renomeado, depois da Primeira Guerra Mundial, Ginásio Anglo-Latino, em homenagem aos aliados.
Logo após a Revolução de 1932, Celestino Rodrigues, jovem estudante de Engenharia que havia ingressado em 1º lugar na Escola Politécnica da Universidade de São Paulo, e Leo Bonfim, professor da Poli que preparava candidatos para o vestibular da escola, associaram-se e instalaram, no prédio do ginásio, um curso preparatório que se denominou Curso Anglo-Latino.
No final dos anos 30, com o falecimento do Prof. Guerreiro, os herdeiros venderam as instalações para Leo, Celestino e outros professores, que expandiram o ginásio e abriram o Colégio Anglo-Latino. Na década seguinte, o Anglo-Latino firmou-se como o melhor colégio particular de São Paulo e o melhor curso preparatório para Exatas.
Em 1950, vislumbrando oportunidades na área da construção civil, Leo e Celestino decidiram fechar o ginásio e o colégio. Transferiram os alunos para outras instituições de ensino e venderam os prédios.
O Prof. Simão Faiguenboim, que dirigia o Curso Anglo desde o término da Segunda Guerra Mundial (1947), convidou os professores Emílio Gabriades, que era formado em engenharia química pela Poli-USP em meados dos anos 40, mas que ensinava física e Abram Bloch, que lecionava matemática, para prosseguirem com as atividades nas instalações do Colégio São Paulo de Piratininga. Carlos Marmo, professor de Desenho, completou o quarteto, que ficou conhecido em todo o país nas décadas de 50 e 60 graças aos seus recursos didáticos.
Sob o comando de Simão, Gabriades e Bloch, o Anglo criou os primeiros fascículos teóricos, os primeiros simulados e o "O Anglo Resolve", publicação com resoluções e comentários das questões dos principais vestibulares. Os anos 60 trouxeram para a equipe o matemático Cid Guelli, que mais tarde se tornaria o professor-símbolo do Anglo, pela sua competência e dedicação.
Na década de 70, sob a coordenação pedagógica de Nicolau Marmo, houve inovações importantes: o Anglo criou a apostila-caderno, que viria revolucionar o setor de material didático e ampliou a sua atuação, antes concentrada na área de Exatas, para as áreas de Biológicas e Humanas.
No início dos anos 80, o Anglo iniciou a produção de material didático destinado ao então Segundo Grau, para atender as unidades conveniadas, e inaugurou a sua segunda unidade na cidade de São Paulo, na Rua Sergipe.
A terceira unidade seria inaugurada na Avenida João Dias na década seguinte, quando o Anglo também daria o passo que faltava para completar o atendimento prestado aos parceiros: passou a produzir material para o Ensino Fundamental e a Educação Infantil.

## Homenagens nas ruas de São Paulo
Na cidade de São Paulo há duas homenagens ao professor Simão Faiguenboim. Uma fica no bairro Alto de Pinheiros, onde o professor dá nome a uma praça e a outra dá nome às famosas Marginais. O que se conhece por Marginal Tietê e Pinheiros é, na verdade, a junção de diversas avenidas que integram a SP-015, ou Via Prof. Simão Faiguenboim. O trecho que muita gente chama de marginal é uma parte do Anel Viário Metropolitano, que tem o mesmo status de uma rodovia estadual. Por essa razão, a via é identificada oficialmente pela sigla SP-015, como as outras estradas.